# Godalming
Godalming [ˈgɒdəlmɪŋ] ist eine Kleinstadt in England mit ungefähr 20.000 Einwohnern. Sie befindet sich in der südenglischen Grafschaft Surrey und ist Verwaltungssitz des Waverley Borough.

## Lage
Godalming ist in den Rolling Hills Of Surrey am Fluss Wey etwa 60 Kilometer südwestlich von London, nahe Guildford gelegen. Weitere nahe gelegene Städte sind Farnham und Haslemere. Godalming gehört zu den bewaldeten Gebieten Englands und liegt am Talboden, wo der Fluss leicht überbrückt werden konnte.

## Das Wappen
Da Godalming früher viel mit der Textilindustrie zu tun hatte, zeigt das Wappen der Stadt einen Wollsack. Die obersten Menschen der Stadt waren früher die Bischöfe von Salisbury, und aus diesem Grund zeigt das Emblem zusätzlich noch die Kathedrale von Salisbury in Hampshire.

## Wirtschaft
Godalming profitierte davon, dass es an der Handelsstraße nach Portsmouth nahe der heutigen A3 liegt, dem großen Hafen an der Südküste. Einige Gebäude in der Stadtmitte an der Hauptstraße erinnern an das Aussehen der Gasthöfe aus Fachwerk, die in England coaching inn genannt werden. Dort übernachteten die Fuhrleute früher auf dem Weg von London nach Portsmouth.
Heute liegt die Stadt mehr im Schatten der viel größeren Nachbarstadt Guildford, die nur etwa zehn Kilometer nördlich liegt. Die Einwohner arbeiten größtenteils in der Hauptstadt. Heute findet man in Godalming nur noch vereinzelt kleine Geschäfte und Restaurants. Die größten Märkte liegen am Nordgürtel der Stadt, wo sich noch einige Gewerbegebiete befinden. Früher stand dort der Flusshafen The Wharf. Heute kann man über den River Wey mit einem Boot bis in die Themse fahren, früher war er als kleine kanalisierte Wasserstraße bedeutend.

## Sehenswürdigkeiten

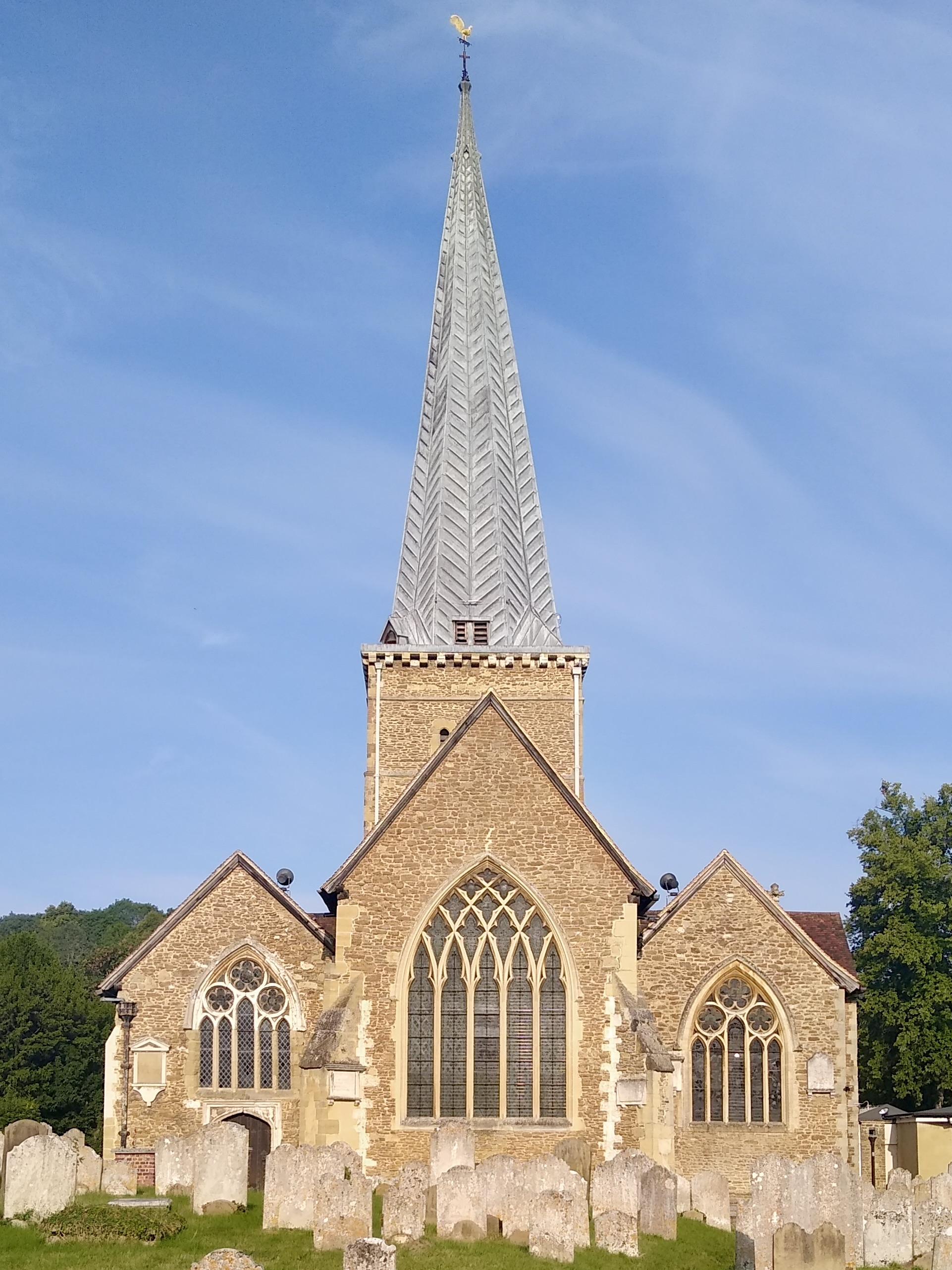
Pfarrkirche St. Peter and Paul

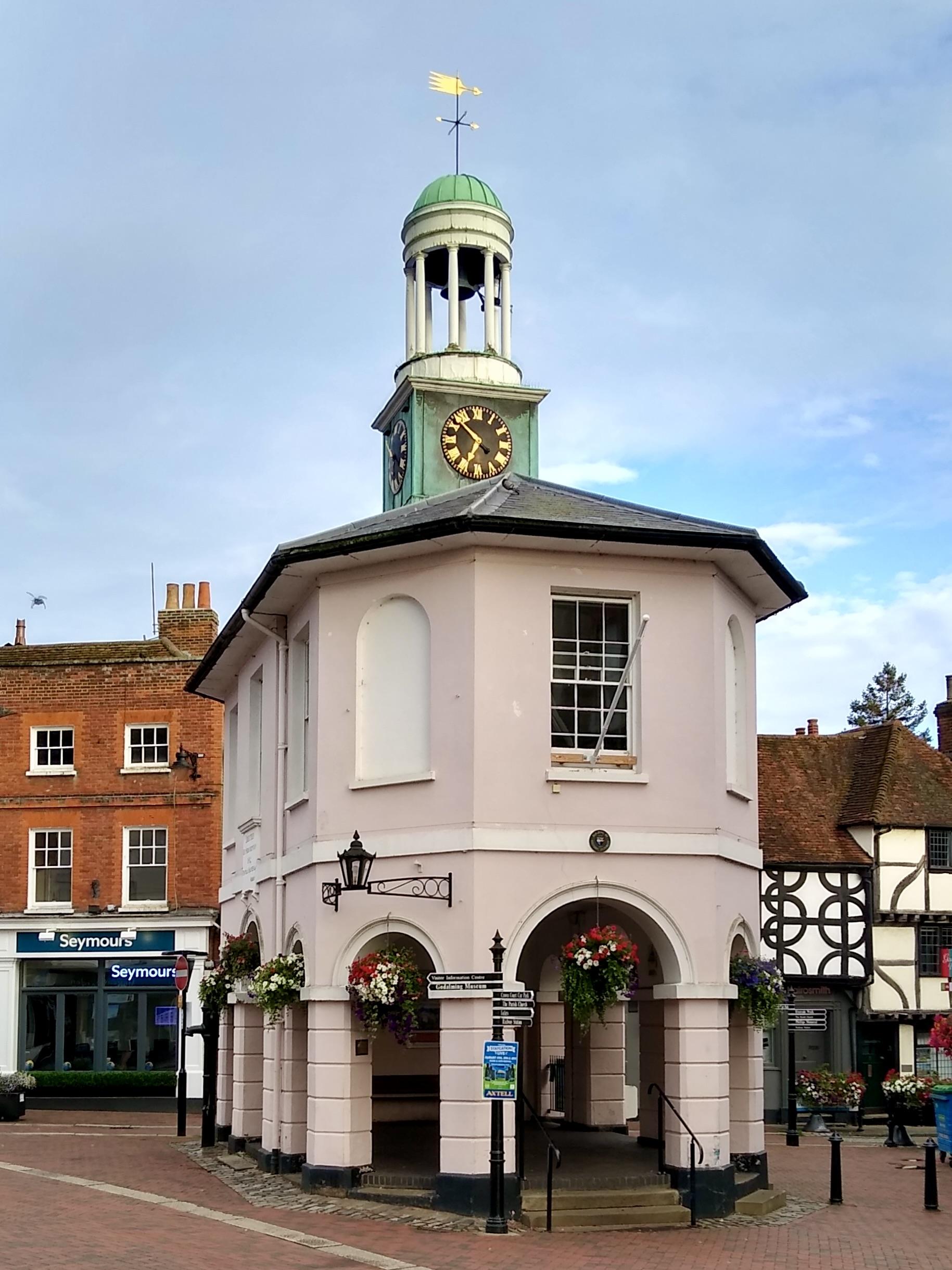
Der Pepperpot in Godalming

Eine Sehenswürdigkeit ist die Pfarrkirche St. Peter and Paul, deren Grundmauern bis ins 11. Jahrhundert zurückgehen. Ein Merkmal der Kirche ist der gekrümmte Kirchturm.
Außerdem ist das städtische Museum sehenswert, in dem eine ganze Abteilung General James Oglethorpe gewidmet ist, der 1730 die Kolonie Georgia in den heutigen USA gründete. In der Nähe liegt die Charterhouse School, eine Privatschule. Das ehemalige Stadtrathaus, das so genannte „Pepperpot“, wurde 1814 erbaut und ähnelt vom Aussehen einer Windmühle. Zudem sind die coaching inns, die früher als Unterkunft für Fuhrleute gebraucht wurden, bei Auswärtigen sehr beliebt.

## Partnerstädte
- Joigny
- Mayen

## Persönlichkeiten

### Söhne und Töchter der Stadt
- John Balchen (1670–1744), Admiral der Royal Navy
- Jack Phillips (1887–1912), Funker auf der Titanic
- Aldous Huxley (1894–1963), Schriftsteller
- John Wakeham (* 1932), Wirtschaftsmanager und Politiker der Conservative Party
- Jonathan Mance, Baron Mance (* 1943), Jurist und Richter am Supreme Court
- Mick Mills (* 1949), Fußballspieler
- Jeremy Hunt (* 1966), Politiker der Conservative Party
- Sam Worthington (* 1976), australischer Schauspieler

### Personen, die vor Ort gewirkt haben
- George Ferguson Bowen (1821–1899), erster Gouverneur der britischen Kolonien Queensland, Gouverneur von Neuseeland, Victoria, Mauritius und Hong Kong, besuchte die Charterhouse School in Godalming
- William Gifford Palgrave (1826–1888), Orientreisender, besuchte die Charterhouse School
- Oleg Antonowitsch Gordijewski (1938–2025), KGB-Oberst und britischer Doppelagent
- Mary Toft (1703–1763), Dienstmagd aus Godalming, erlangte 1726 Berühmtheit, weil sie angeblich Kaninchen zur Welt gebracht hatte
- Orde Wingate (1903–1944), britischer Generalmajor, besuchte die Charterhouse School
- Peter Gabriel, Tony Banks, Anthony Phillips, Mike Rutherford und Chris Stewart gründeten 1967 die Band Genesis, als sie Schüler der Charterhouse School waren.

## Trivia
Lord Godalming ist der Adelstitel des Protagonisten Arthur Holmwood in Bram Stokers Roman Dracula.